# Friedrich Wilhelm von Grumbkow
Friedrich Wilhelm von Grumbkow (Berlino, 4 ottobre 1678 – Berlino, 18 marzo 1739) è stato un politico e militare prussiano.

## Biografia
Figlio del generale Joachim Ernst von Grumbkow, Ministro della Guerra del Brandeburgo-Prussia, studiò in Francia.
Prese parte alla guerra di successione spagnola e combatté nella battaglia di Malplaquet raggiungendo il grado di generale.
Il re Federico Guglielmo I di Prussia lo nominò membro del Consiglio Privato e capo del Commissariato Generale di Guerra (in tedesco Generalkriegskommissariat).
Su indicazione dell'ambasciatore del Sacro Romano Impero Friedrich Heinrich von Seckendorff, Grumbkow consigliò a Federico Guglielmo di opporsi al fidanzamento di suo figlio Federico con una principessa della Casata degli Hannover.